# Henk Kok
Henk Kok (Midwolda, 23 mei 1946) is een sportverslaggever die voor de NOS en voor RTV Noord werkte. Kok versloeg voornamelijk voetbalwedstrijden en schaatswedstrijden voor Langs de Lijn. Ook verzorgde hij regelmatig interviews met topsporters. Vooral die met Marianne Timmer waren legendarisch. Bij RTV Noord gaf hij commentaar bij de wedstrijden van FC Groningen en BV Veendam. Hij was presentator voor het Radio Noord-programma Eem Bieproaten.
In 1969 trad hij in dienst bij de RONO (voorloper van Radio Noord, die nu deel uitmaakt van RTV Noord). Vanaf de jaren tachtig werkte hij ook voor de NOS, waarvan hij op 18 mei 2014 met een verslag van de tweede finalewedstrijd in de play-offs, FC Groningen - AZ, en een gesprek met Gio Lippens in Langs de lijn afscheid nam.
Kok maakte in maart 2010 bekend dat hij stopte bij RTV Noord, nadat bekend was geworden dat hij een stagiair van RTV Noord onjuist had bejegend en hij hierdoor twee weken geschorst werd.